# Anacolosa insularis
Anacolosa insularis är en tvåhjärtbladig växtart som beskrevs av Erling Christophersen. Anacolosa insularis ingår i släktet Anacolosa och familjen Aptandraceae. Inga underarter finns listade i Catalogue of Life.